# Ecnomus amphitryon
Ecnomus amphitryon är en nattsländeart som beskrevs av Malicky 1997. Ecnomus amphitryon ingår i släktet Ecnomus och familjen trattnattsländor. Inga underarter finns listade i Catalogue of Life.